# Novelda Club de Futbol
El Novelda Club de Futbol és un club de futbol de la ciutat valenciana de Novelda (Vinalopó Mitjà). Va ser fundat el 1925. El seu estadi és La Magdalena, que té capacitat per a 6.500 persones. Actualment juga al grup VI de la Tercera divisió.

## Història
Després de fer-se popular el futbol en Novelda, el primer projecte seriós va aparèixer el 1925 amb la fundació del Novelda F.C.. La seua primera època d'esplendor va ser durant la dècada dels anys 30, en la qual destacà la seua actuació en els campionats regionals.
Però sens dubte l'etapa més destacada del club va estar en la dècada dels anys noranta. Després de baixar de Tercera Divisió en la temporada 1987/88, va competir en les categories inferiors durant alguns anys. Va ser a partir de 1994 quan començà eixa gran etapa, tornant eixe any a la Tercera Divisió.
L'any de la tornada a Tercera va ser magnífica, ja que collí el seu segon ascens en dos anys, competint en la temporada 1995/96 en Segona B per primera vegada en la seua història. Però eixa temporada baixà a la seua categoria més competida.
Després de baixar de Segona B i tornar l'any següent a esta categoria en dues ocasions, en la segona (temporada 1999/00) començà la seua consolidació en la categoria de bronze del futbol espanyol i disputant-la durant sis anys seguits. La seua millor temporada va ser 2000/01, en la qual va finalitzar cinquè en la classificació i a un sol punt de disputar la promoció d'ascens a la Segona Divisió. Des de 2005, competeix en la Tercera Divisió.
En algunes temporades destacà l'actuació del Novelda Club de Futbol en la Copa del Rei, en la qual ha vençut a equips de primera com el Reial Saragossa, el València CF, o el FC Barcelona, al qual va guanyar per 3-2 l'11 de setembre de 2002, resultat que va fer la volta al món, i li va servir per arribar fins als octaus de final.

### Temporada a temporada
| Temporada | Divisió | Lloc | Copa del Rei |
| --------- | ------- | ---- | ------------ |
| 1950/51   | 3a      | 10é  |              |
| 1951/52   | 3a      | 4t   |              |
| 1952/53   | 3a      | 10é  |              |
| 1953/54   | 3a      | 18é  |              |
| 1954/55   | 3a      | 8é   |              |
| 1955/56   | 3a      | 5é   |              |
| 1956/57   | 3a      | 17é  |              |
| 1957/58   | 3a      | 9é   |              |
| 1958/59   | 3a      | 6é   |              |
| 1959/60   | 3a      | 9é   |              |
| 1960/61   | 3a      | 12é  |              |
| 1961/62   | 3a      | 15é  |              |

| Temporada    | Divisió  | Lloc | Copa del Rei |
| ------------ | -------- | ---- | ------------ |
| 1962/63      | Regional | —    |              |
| 1963/64      | Regional | —    |              |
| 1964/65      | Regional | —    |              |
| 1965/66      | 3a       | 11é  |              |
| 1966/67      | 3a       | 14é  |              |
| 1967/68      | 3a       | 5é   |              |
| 1968/69      | 3a       | 7é   |              |
| 1969/70      | 3a       | 11é  |              |
| des de 70-71 | Regional | —    |              |
| fins a 79-80 | Regional | —    |              |
| 1980/81      | 3a       | 13é  |              |
| 1981/82      | 3a       | 14é  |              |

| Temporada    | Divisió  | Lloc | Copa del Rei |
| ------------ | -------- | ---- | ------------ |
| 1982/83      | 3a       | 11é  |              |
| 1983/84      | 3a       | 10é  |              |
| 1984/85      | 3a       | 12é  |              |
| 1985/86      | 3a       | 14é  |              |
| 1986/87      | 3a       | 14é  |              |
| 1987/88      | 3a       | 21é  |              |
| des de 88-89 | Regional | —    |              |
| fins a 93-94 | Regional | —    |              |
| 1994/95      | 3a       | 3r   |              |
| 1995/96      | 2aB      | 18è  |              |
| 1996/97      | 3a       | 3r   |              |
| 1997/98      | 2aB      | 18é  |              |
| 1998/99      | 3a       | 2n   |              |

| Temporada | Divisió | Lloc | Copa del Rei |
| --------- | ------- | ---- | ------------ |
| 1999/00   | 2aB     | 16é  |              |
| 2000/01   | 2aB     | 5é   |              |
| 2001/02   | 2aB     | 7é   |              |
| 2002/03   | 2aB     | 15é  |              |
| 2003/04   | 2aB     | 10é  |              |
| 2004/05   | 2aB     | 19é  |              |
| 2005/06   | 3a      | 7é   |              |
| 2006/07   | 3a      | 5é   |              |
| 2007/08   | 3a      | 6é   |              |
| 2008/09   | 3a      | 11é  |              |
| 2009/10   | 3a      | 3r   |              |
| 2010/11   | 3a      | 3r   |              |